# Себастиан Флорес
Себастиан Николас Флорес Стефанович е уругвайски футболист. Играе като ляв бек и ляв халф. От септември 2009 година носи екипа на Ботев (Пловдив).

## Състезателна кариера
Флорес започна кариерата си в Уругвай с отбора на Бела Виста. След няколко години в младежките формации, през сезон 2002-03 г. прави дебют за първия състав на 19-годишна възраст. След добри изяви през сезон 2005-06 преминава в италианския Салернитана. Там обаче трудно попада сред титулярите и след края на шампионата е продаден на гръцкия Арис (Солун). Там също изкарва един сезон и отива в състезаващия се в Сегунда дивисион испански клуб Кобеня.
През зимата на 2009 Флорес преминава пробен период в Черно море (Варна) и подписва договор до края на сезона с опция за продължаването му с още две години. На „Тича“ обаче уругваецът е преследван от постоянни контузии и не успява да запише нито един официален мач с екипа на „моряците“. След края на сезона контрактът му не е подновен, а на 4 септември 2009 година Флорес подписва едногодишен договор с Ботев (Пловдив). 